# باربرا ويكس
باربرا ويكس (بالإنجليزية: Barbara Weeks)‏ هي ممثلة أمريكية، ولدت في 4 يوليو 1913 في سومرفيل في الولايات المتحدة، وتوفيت في 24 يونيو 2003 في لاس فيغاس في الولايات المتحدة.

## وصلات خارجية
- باربرا ويكس على موقع IMDb (الإنجليزية)
- باربرا ويكس على موقع أول موفي (الإنجليزية)
- باربرا ويكس على موقع قاعدة بيانات الفيلم (الإنجليزية)